# کارد (گروه موسیقی)
کارد (کره‌ای: 카드؛ به‌صورت K.A.R.D یا KARD) یک گروه کره‌ای است که توسط دی‌اس‌پی مدیا تشکیل شده‌است. این گروه از چهار عضو تشکیل شده‌است. کارد به‌طور رسمی در ۱۹ ژوئیهٔ ۲۰۱۷ با آلبوم توسعه‌یافتهٔ خود به‌نام هولا هولا شروع به کار کردند.

## اعضا
- جی سف (제이셉)
- بی‌ام (비엠)
- سومین (소민)
- جیوو (지우)